# Raúl Saldívar
Raúl Fernando Saldívar Auger (Coquimbo, 2 de junio de 1951) es un profesor y político chileno, exalcalde de La Serena. Profesor de Estado, con estudios de posgrado en Ciencias de la Educación, Diplomado en Gerencia Pública, en el marco de la Modernización del Estado. Entre 2018 y 2022 ejerció como diputado por el distrito 5.

## Carrera política
En los comicios municipales de 1992 fue elegido alcalde de La Serena, cargo que ejerció por mandato de la Ley hasta 1994, siendo sucedido por Adriana Peñafiel.
Ha sido Gobernador de la Provincia de Elqui, durante el Gobierno del Presidente Frei Ruiz-Tagle y en la primera etapa del gobierno del Presidente Ricardo Lagos.
El 2004 es elegido alcalde de La Serena, con una amplia mayoría de votos, cargo que desempeña desde el 6 de diciembre del 2008 por un período de 4 años. Es reelecto alcalde de La Serena para el período 2008 a 2012 con una estrecha mayoría de votos, el 26 de octubre de 2008.
Fue derrotado en las primarias de la Concertación de 2012, realizadas el 1 de abril, contra Roberto Jacob, representante del Partido Radical Socialdemócrata.
En las elecciones parlamentarias de 2013 resultó elegido diputado con la primera mayoría en el distrito 7 (Andacollo, La Serena, La Higuera, Paihuano y Vicuña). Asumió su cargo en marzo de 2014, siendo reelecto en 2017.

## Historial electoral

### Elecciones municipales de 1992
- Elecciones municipales de 1992, para la alcaldía y concejo municipal de La Serena[3]

(Se consideran solo candidatos con sobre el 0,8 % de los votos)

### Elecciones municipales de 2000
- Elecciones municipales de 2000, para la alcaldía y concejo municipal de La Serena[4]

(Se consideran solo candidatos con sobre el 1 % de los votos)

### Elecciones municipales de 2004
- Elecciones municipales de 2004, para la alcaldía de La Serena[5]

### Elecciones municipales de 2008
- Elecciones municipales de 2008, para la alcaldía de La Serena[6]

### Elecciones primarias para alcaldes de 2012
- Primarias municipales de la Concertación de 2012 para candidato a alcalde de La Serena

### Elecciones parlamentarias de 2013
- Elecciones parlamentarias de 2013 para el Distrito 7, Andacollo, La Higuera, La Serena, Paihuano y Vicuña[7]

### Elecciones parlamentarias de 2017
- Elecciones parlamentarias de 2017 para el Distrito 5 (Andacollo, Canela, Combarbalá, Coquimbo, Illapel, La Higuera, La Serena, Los Vilos, Monte Patria, Ovalle, Paihuano, Punitaqui, Río Hurtado, Salamanca y Vicuña)[8]